# Circondario autonomo Jamalo-Nenec
Il circondario autonomo Jamalo-Nenec (in russo Яма́ло-Не́нецкий автоно́мный о́круг?, Jamálo-Néneckij avtonómnyj ókrug; in nenec Ямалы-Ненёцие автономной ӈокрук, Jamaly-Nenëcie awtonomnoj ŋokruk), noto anche come Jamalia (in russo Ямалия?, Jamalija), è un'entità amministrativa della Russia che dipende dall'oblast' di Tjumen'.
La capitale del circondario è Salechard che ha 37 000 abitanti.

## Geografia antropica

### Suddivisioni amministrative
La divisione amministrativa di secondo livello del circondario autonomo Jamalo-Nenec è costituita da 7 rajon (distretti) e 8 città, 6 sotto la giurisdizione del circondario.

#### Rajon
Il circondario autonomo Jamalo-Nenec comprende 7 rajon (fra parentesi il capoluogo; sono indicati con un asterisco i capoluoghi non direttamente dipendenti dal rajon ma posti sotto la giurisdizione del circondario):
- Jamalskij (Jar-Sale)
- Krasnosel'kupskij (Krasnosel'kup)
- Nadymskij (Nadym*)
- Priural'skij (Aksarka)
- Purovskij (Tarko-Sale)
- Šuryškarskij (Muži)
- Tazovskij (Tazovskij)

#### Città
I centri abitati del circondario che hanno lo status di città (gorod) sono 8, di cui 6 (in neretto) sono poste sotto la diretta giurisdizione della oblast' e che costituiscono pertanto una divisione amministrativa di secondo livello):
- Gubkinskij
- Labytnangi
- Muravlenko
- Nadym
- Nojabr'sk
- Novyj Urengoj
- Salechard
- Tarko-Sale

#### Insediamenti di tipo urbano
I centri urbani con status di insediamento di tipo urbano sono 4:
- Charp
- Pangody
- Urengoj
- Zapoljarnyj

## Fuso orario
Il Circondario Autonomo Jamalo-Nenec si trova nel Fuso orario di Ekaterinburg (YEKT), in ritardo di 5 ore sull'UTC.